# Casa La Campana
La Casa de La Campana es un edificio modernista de Bernardí Martorell i Puig (1911) en Sant Feliu de Guíxols (Baix Empordà) protegido como bien cultural de interés local .

## Historia

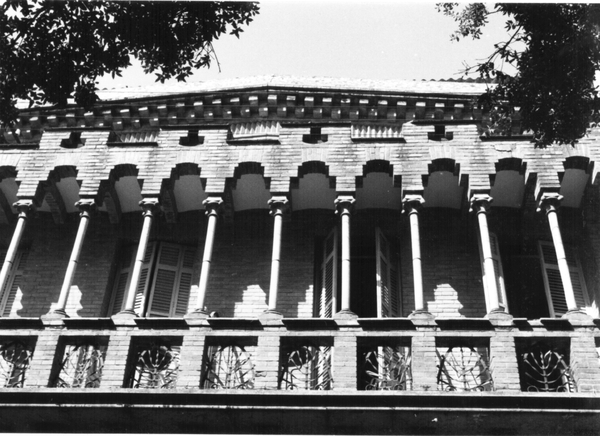
Tribuna principal del edificio

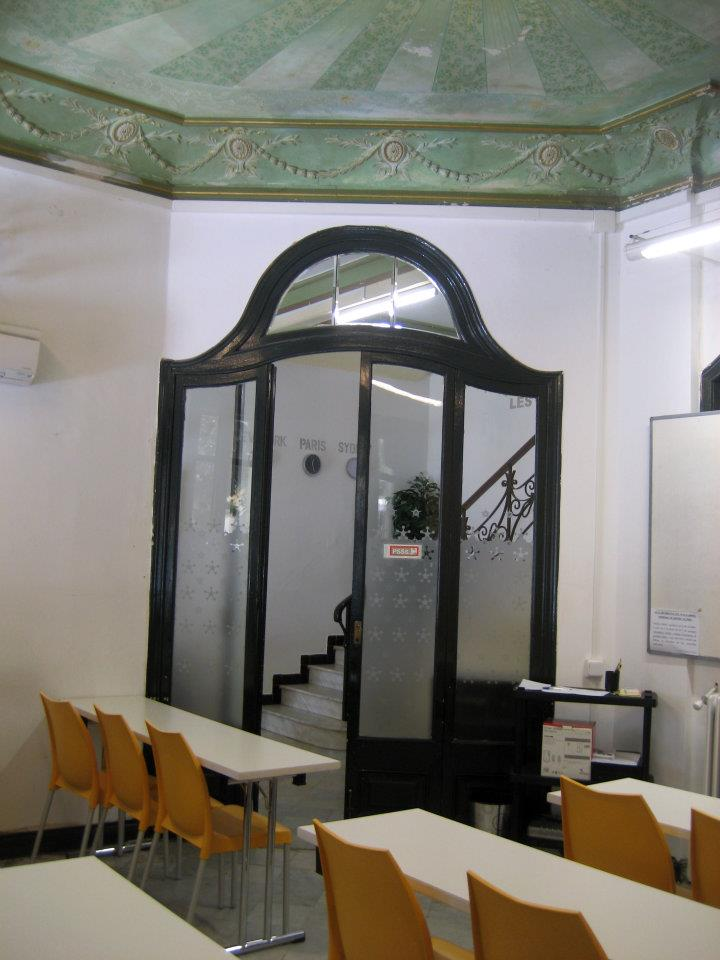
Puerta con forma de campana

El edificio fue encargado por el barcelonés Josep Roca Rabell como residencia unifamiliar.  

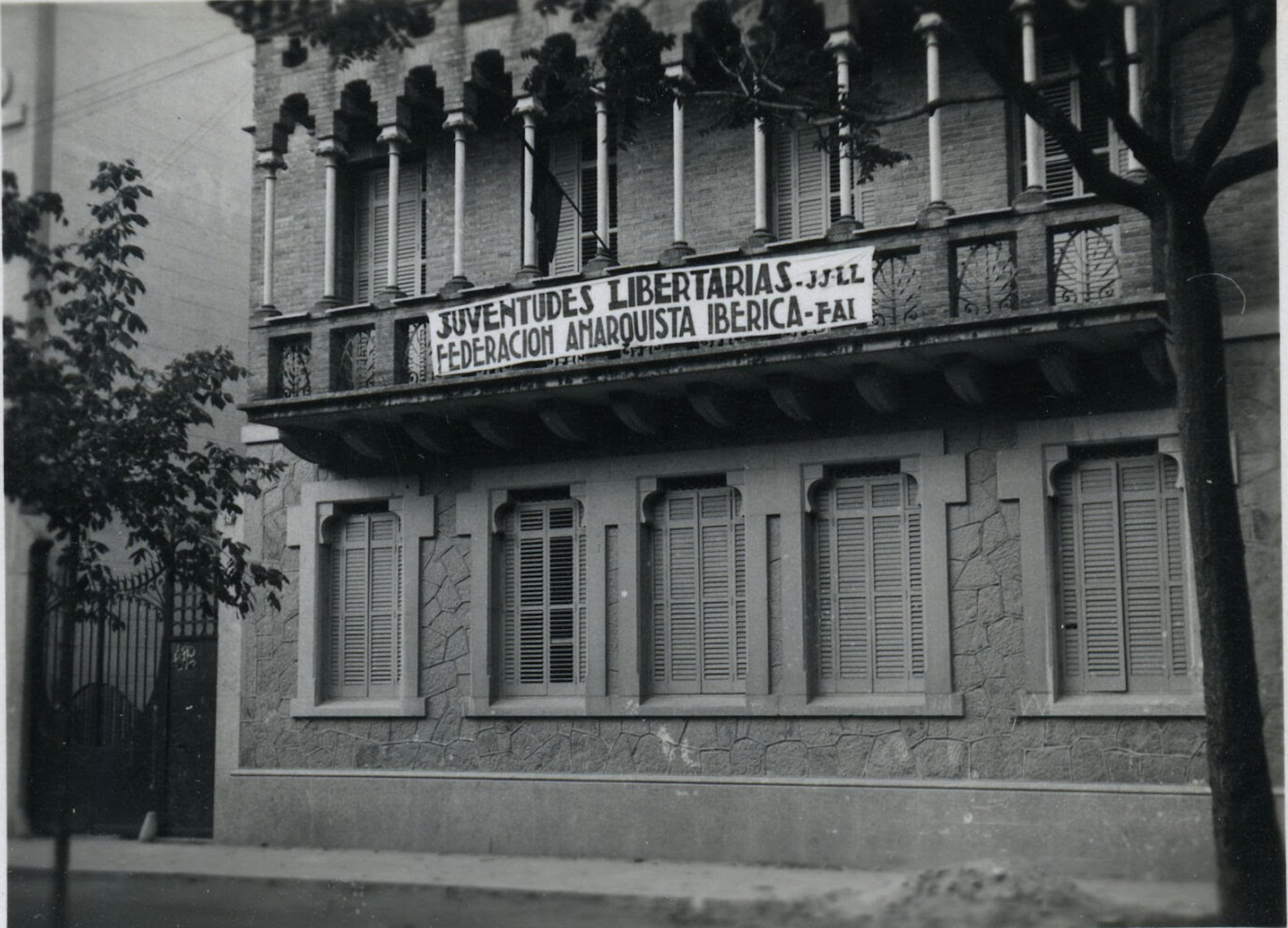
Ocupación del edificio durante la Guerra Civil

Durante la Guerra Civil fue utilizado por la Juventudes Libertarias de la FAI
Se realizaron diversas reformas en la casa, donde se eliminó el patio lateral y se habilitaron dos entradas, donde antes existían ventanas. Luego pasó a ser el Hotel Miami  En una etapa posterior, el edificio fue aprovechado como equipamiento cultural, donde se convirtió en un centro de formación.  
En la actualidad está siendo reformado para ser destinado a pisos de uso particular. En las obras se ha restaurado una las ventanas que habían sido reconvertidas a una entrada, también se han vuelto a instalar los porticones exteriores de las ventanas, a imagen de las originales. 